# Loracarbef
Loracarbef es el nombre genérico de un antibiótico betalactámico de la nueva clase carbacefem, para administración oral, a veces agrupado junto con las cefalosporinas de segunda generación.

## Indicaciones
El loracarbef se indica en ciertos casos de sinusitis, otitis media, bronquitis aguda, neumonía, faringitis y amigdalitis. También se ha usado en infecciones de piel e infecciones simples del aparato urinario bajo: cistitis, pielonefritis no complcada y bacteriuria asintomática.

## Farmacología
Por lo general, para adultos se administran 200 mg dos veces cada día y 400 mg, dos veces por día en casos de infecciones más graves o aquellas causadas por organismos menos susceptibles. Las dosis para niños suele ser entre 15 mg/kg - 30 mg/kg de peso.
La concentración máxima del loracarbef en el plasma sanguíneo disminuye cuando se administra con comidas, especialmente con dietas de baja grasas no-vegetarianas. La velocidad de eliminación no se ve afectada con la dieta del paciente.
Se ha notado que el loracarbef conlleva pocos efectos secundarios, aunque se ha reportado casos de trombocitopenia asociado con la administración de este medicamento.